# Josy Jungblut

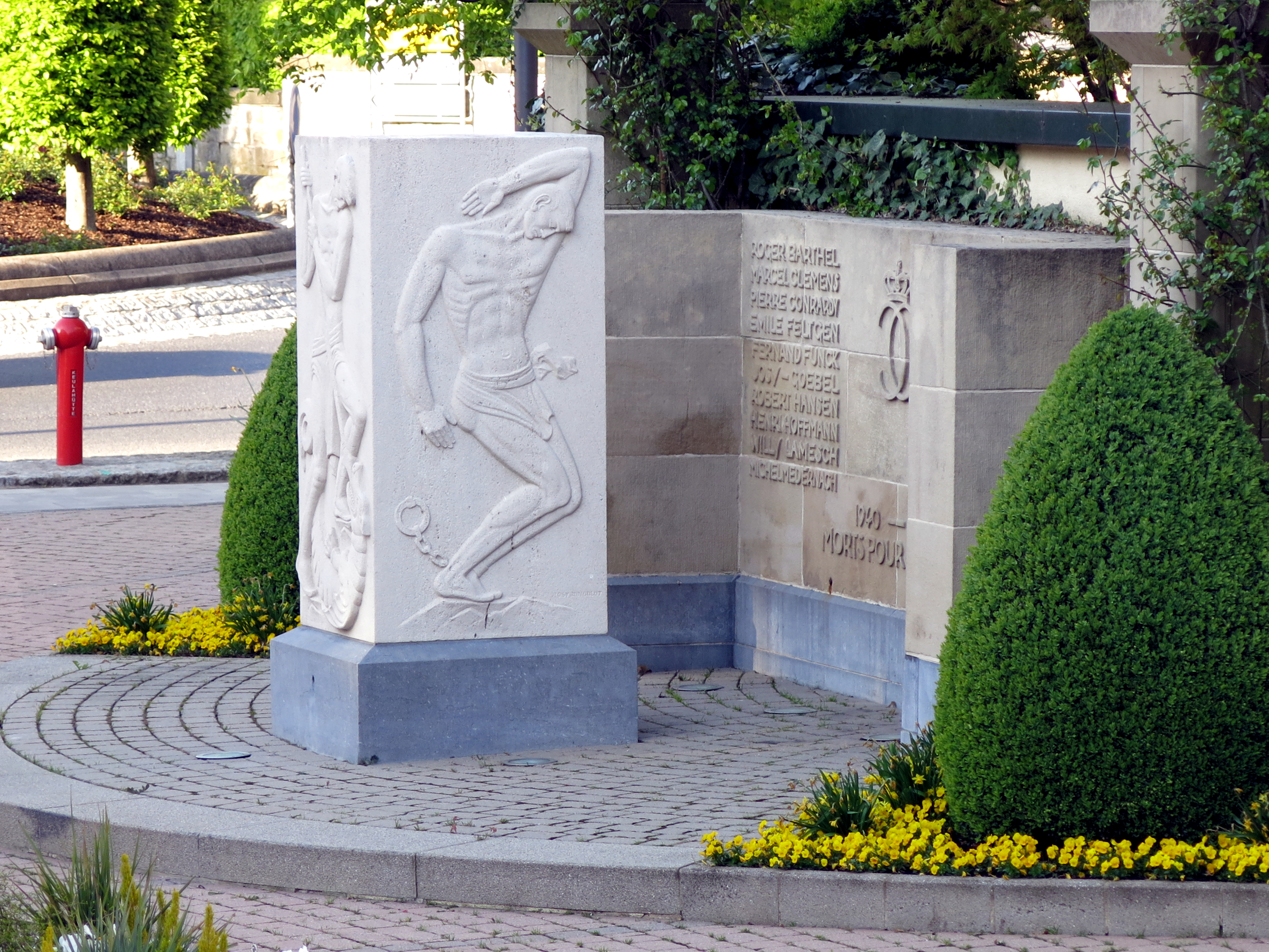
Monument aux Morts (1949) in Walferdange, met signatuur

Mathias Joseph (Josy) Jungblut (Remich, 21 april 1911 – Luxemburg, 30 oktober 1979) was een Luxemburgs beeldhouwer.

## Leven en werk
Josy Jungblut was een zoon van meester-dakdekker Heinrich (Henri) Jungblut en Maria Weiden. Hij koos net als zijn oom Michel Jungblut en neef Victor Jungblut voor de kunst. Hij studeerde bij Arnold Hensler aan de Kunstgewerbeschule in Trier en, als leerling van Oscar Jespers, aan de École nationale supérieure d'Architecture et des Arts décoratifs in de Abdij Ter Kameren bij Brussel. Later gaf hij zelf les aan het Centre national de promotion des Arts et Métiers in Luxemburg-Stad. Raymond Lohr was een van zijn leerlingen.
Jungblut beeldhouwde in hout en steen onder meer oorlogsmonumenten, reliëfs en christelijk-religieuze kunst waaronder heiligenbeelden en kruiswegstaties. Hij was lid van de Cercle Artistique de Luxembourg en nam van 1937 tot 1961 deel aan de jaarlijkse salons van de kunstenaarsvereniging. Hij won een gouden medaille op de wereldtentoonstelling in Parijs (1937). In 1951 was hij de eerste ontvanger van een door de Vereniging van Luxemburgse Dagbladuitgevers ingestelde kunstprijs.
Josy Jungblut was getrouwd met Catharina Schumacher, met wie hij twee zoons kreeg. Hij overleed op 68-jarige leeftijd.

## Enkele werken
- 1939 gedenkplaquette voor het Heimatmuseum in Remich.
- 1940 Onafhankelijkheidsmonument 1839-1939 in Schengen. Op last van de Duitsers moest het monument in 1941 worden vernietigd, het werd echter verborgen en in 1946 officieel ingewijd.
- 1947 wegkruis met pieta op de Primerberg bij Greiveldange.
- 1947 Christus Koning, altaarstuk voor de kerk in Altlinster.
- 1948 kruisweg in de kerk van Limpertsberg.[6]
- 1949 Monument aux Morts (stenen kruis) op de begraafplaats van Eppeldorf.[7]
- 1949 medaillon voor het Monument aux Morts in Eich.
- 1949 Heilige Laurentius boven het hoofdportaal van de Laurentiuskerk in Grevenmacher.
- 1951 Monument du Souvenir (piëta) op het kerkhof van Selscheid.
- 1956 kruisweg bij de Heilig Kruiskapel in Grevenmacher.
- 1962 reliëf van de Heilige Familie voor een school in Lenningen.
- 1964 reliëf verwijzend naar de paradijselijke en aardse tuin aan weerszijden van de kerk in Muhlenbach.
- 1965 De wijnboer. Het houten beeld werd door Remich geschonken aan het groothertogelijk paar tijdens hun bezoek in juni 1965.
- 1975 Mariabeeld boven de entree van de kerk van Bous.
- kruiswegen voor kerken in Remich en Grevenmacher.
- Monument aux morts in Bech (1968), Berbourg, Bous (1952), Canach (1949), Eischen, Frisange (1949), Huncherange, Remich (1964), Walferdange (1949), Weimerskirch (1949) en Wormeldange (1966).

## Galerij

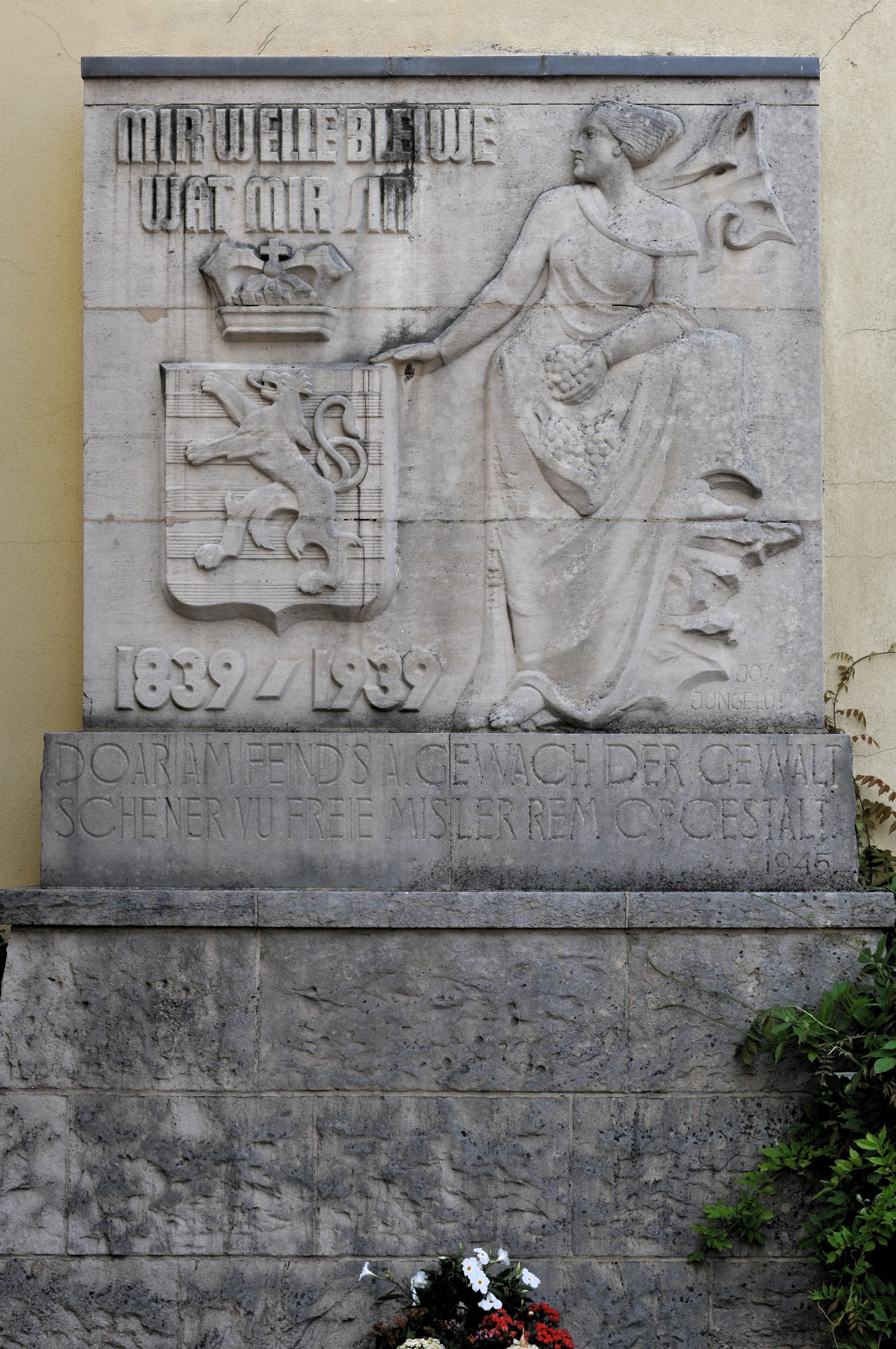
Onafhankelijkheidsmonument (1939), Schengen
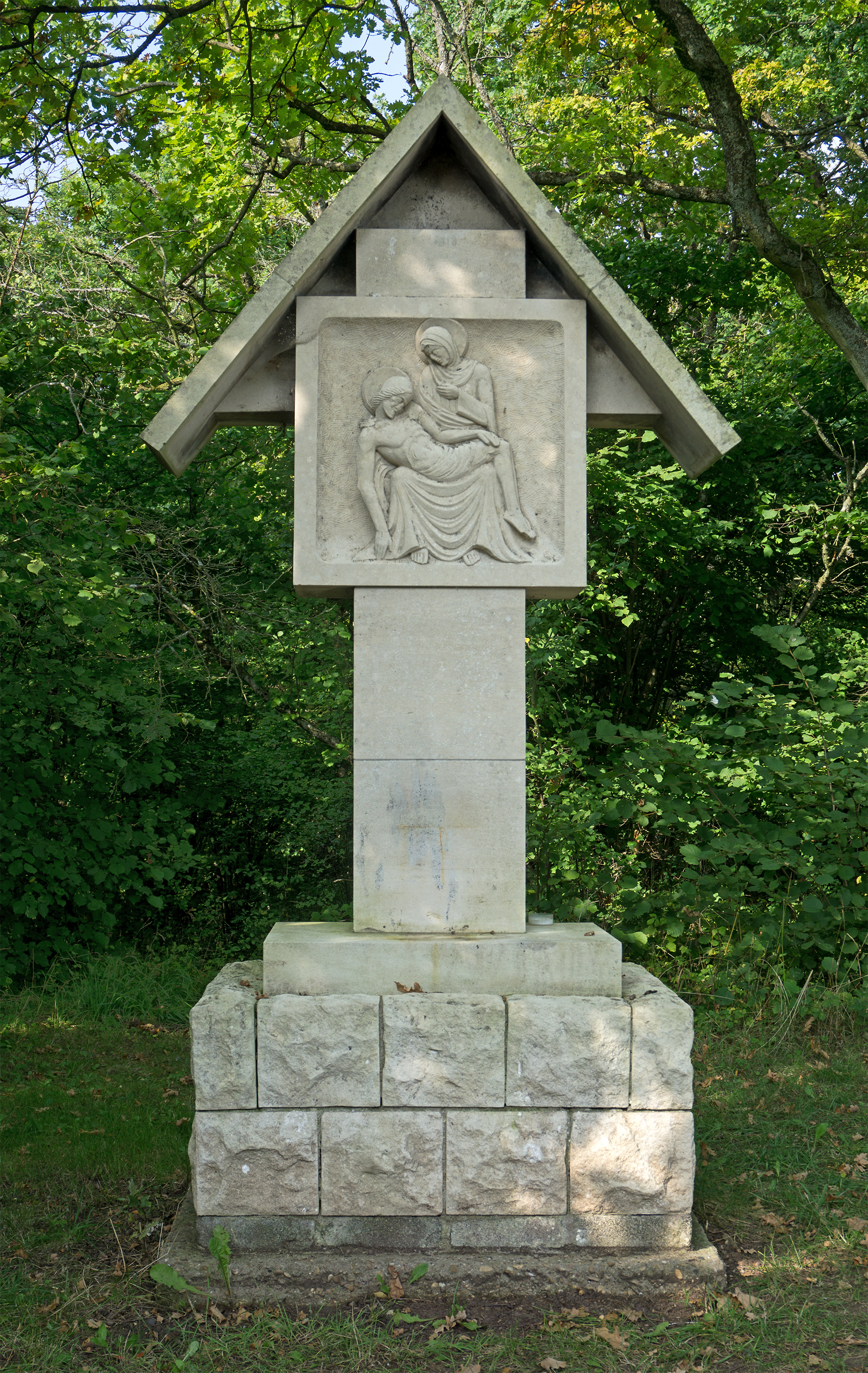
wegkruis (1947), Greiveldange
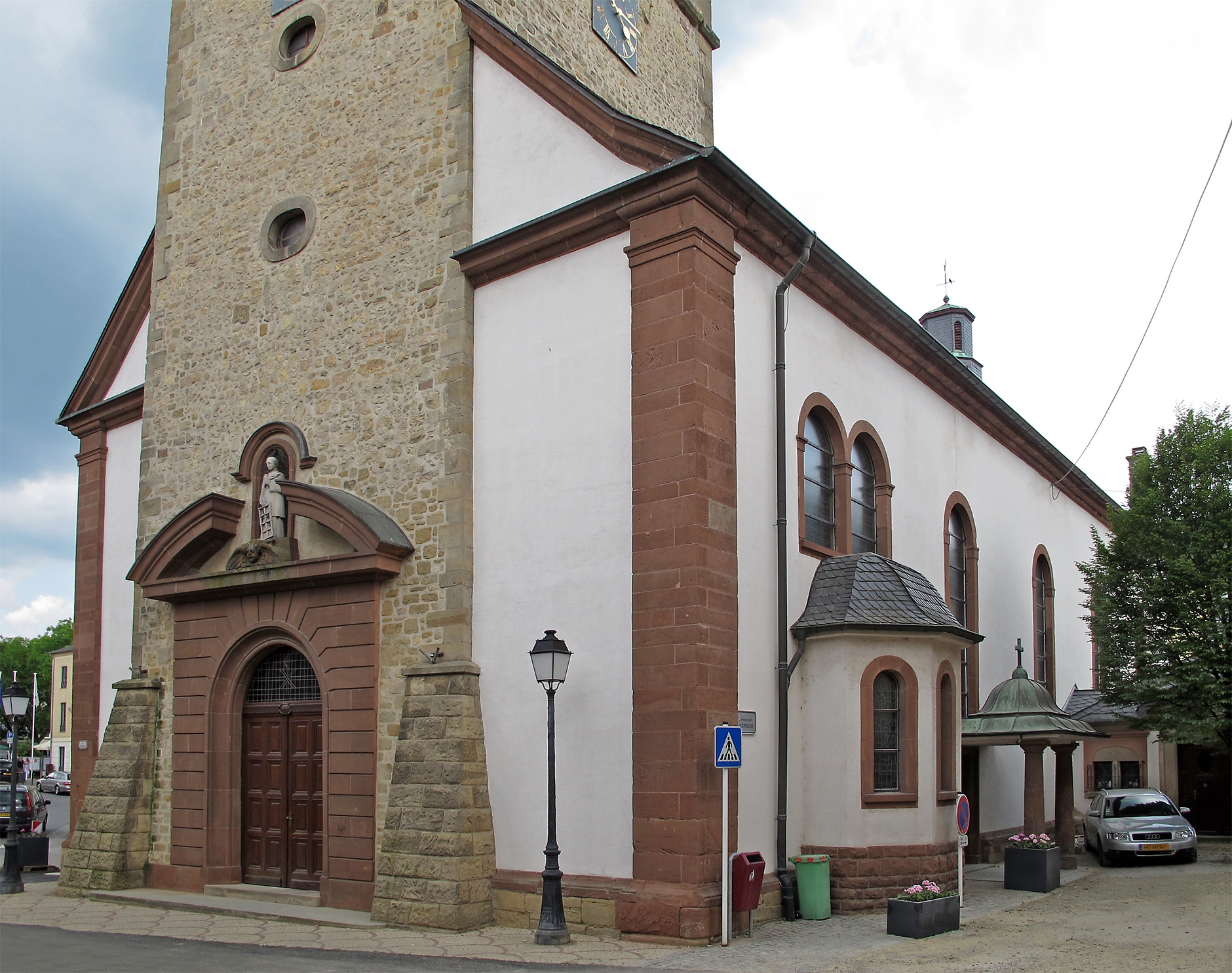
Laurentius (1949), Grevenmacher
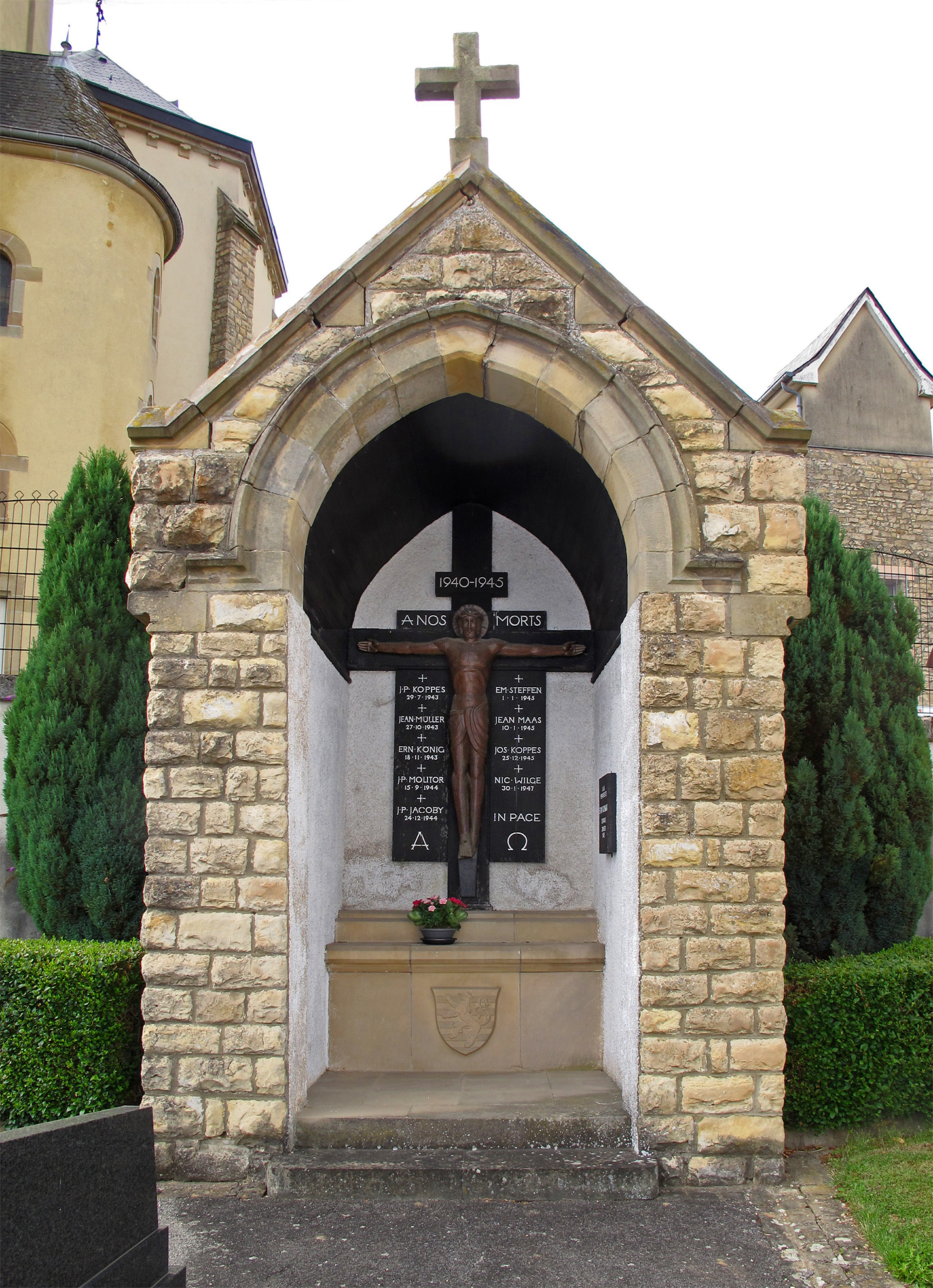
Monument aux Morts (1949), Canach
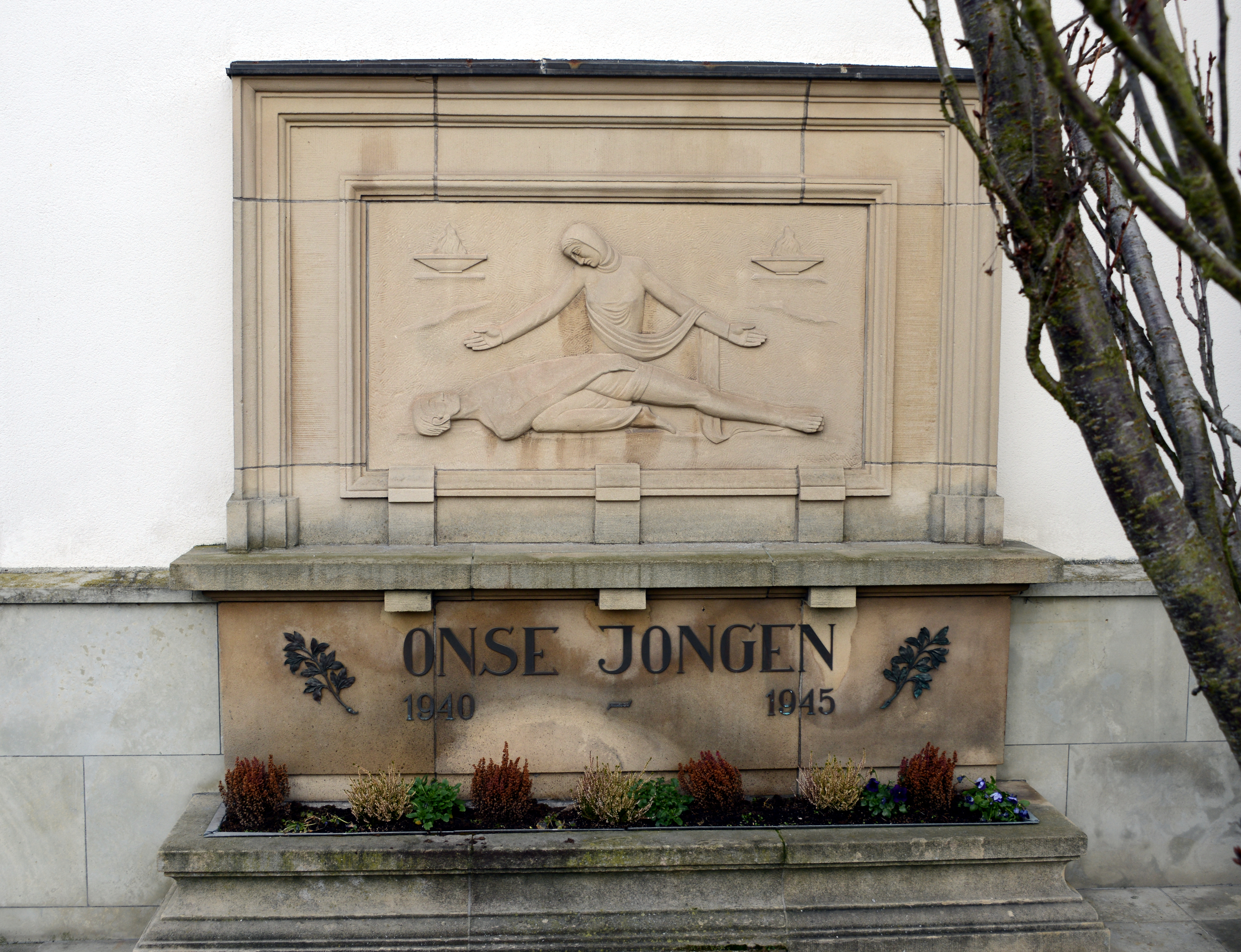
Monument aux Morts (1952), Bous
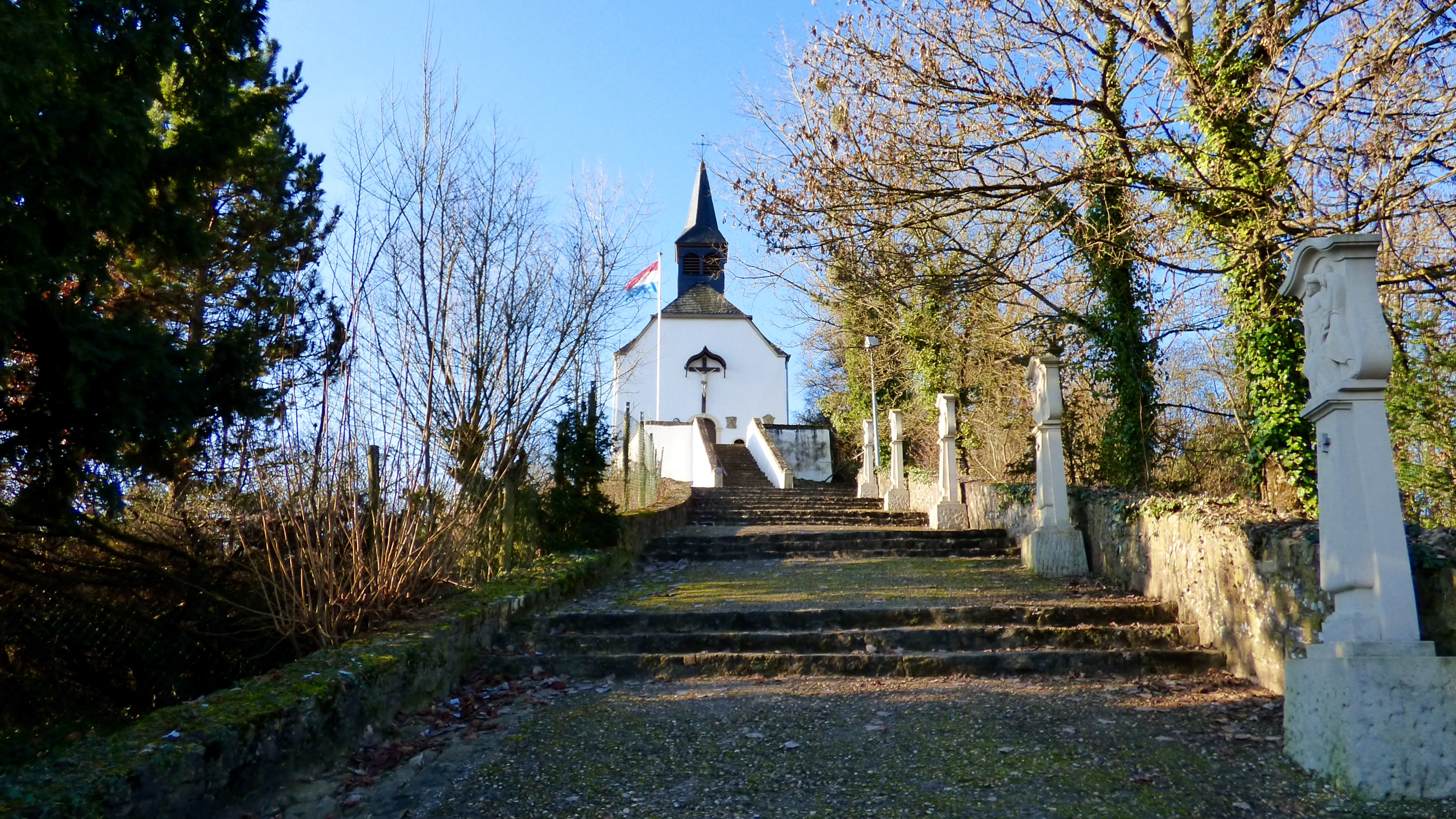
kruisweg (1956), Grevenmacher
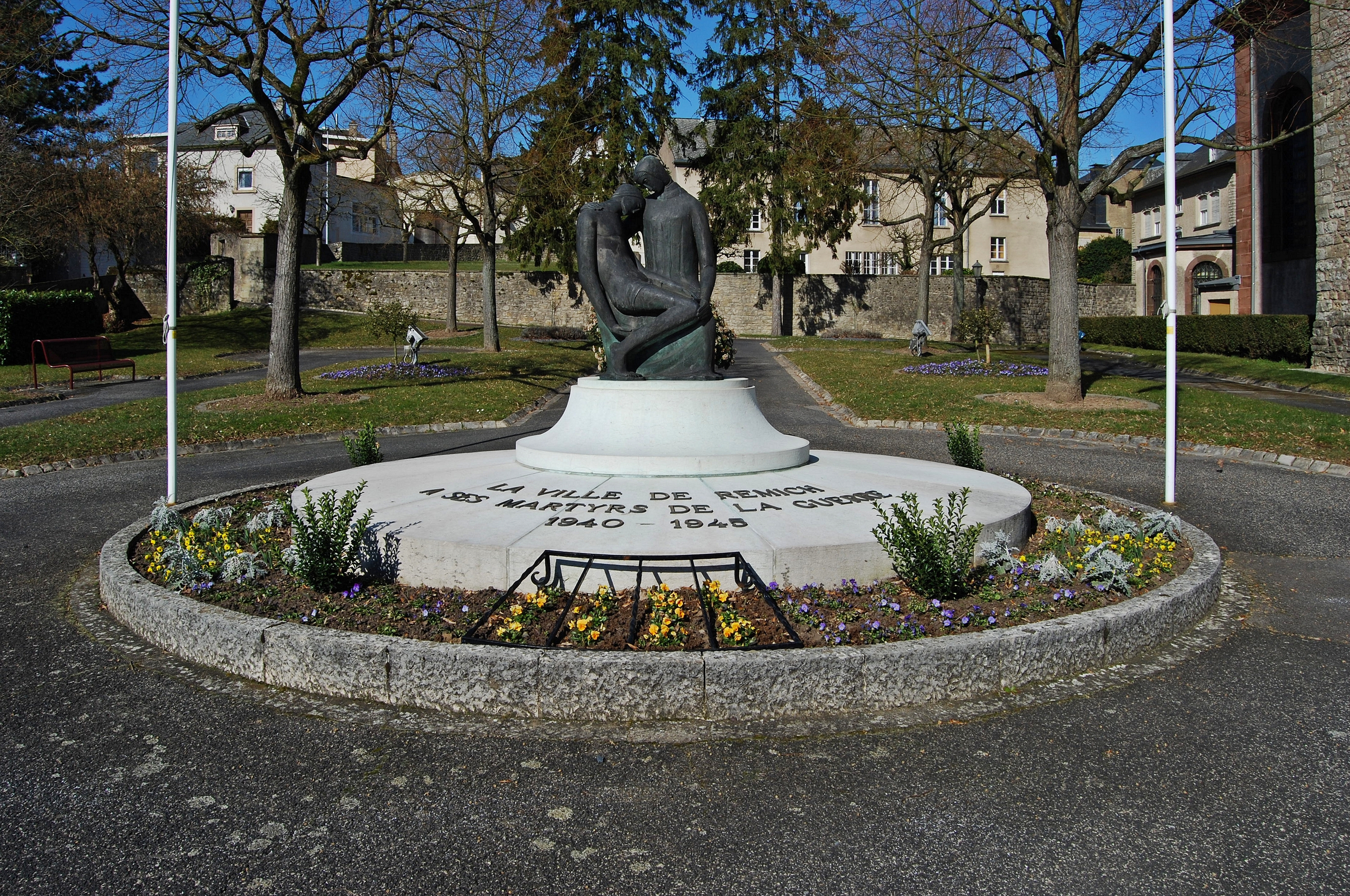
Monument aux Morts (1964), Remich
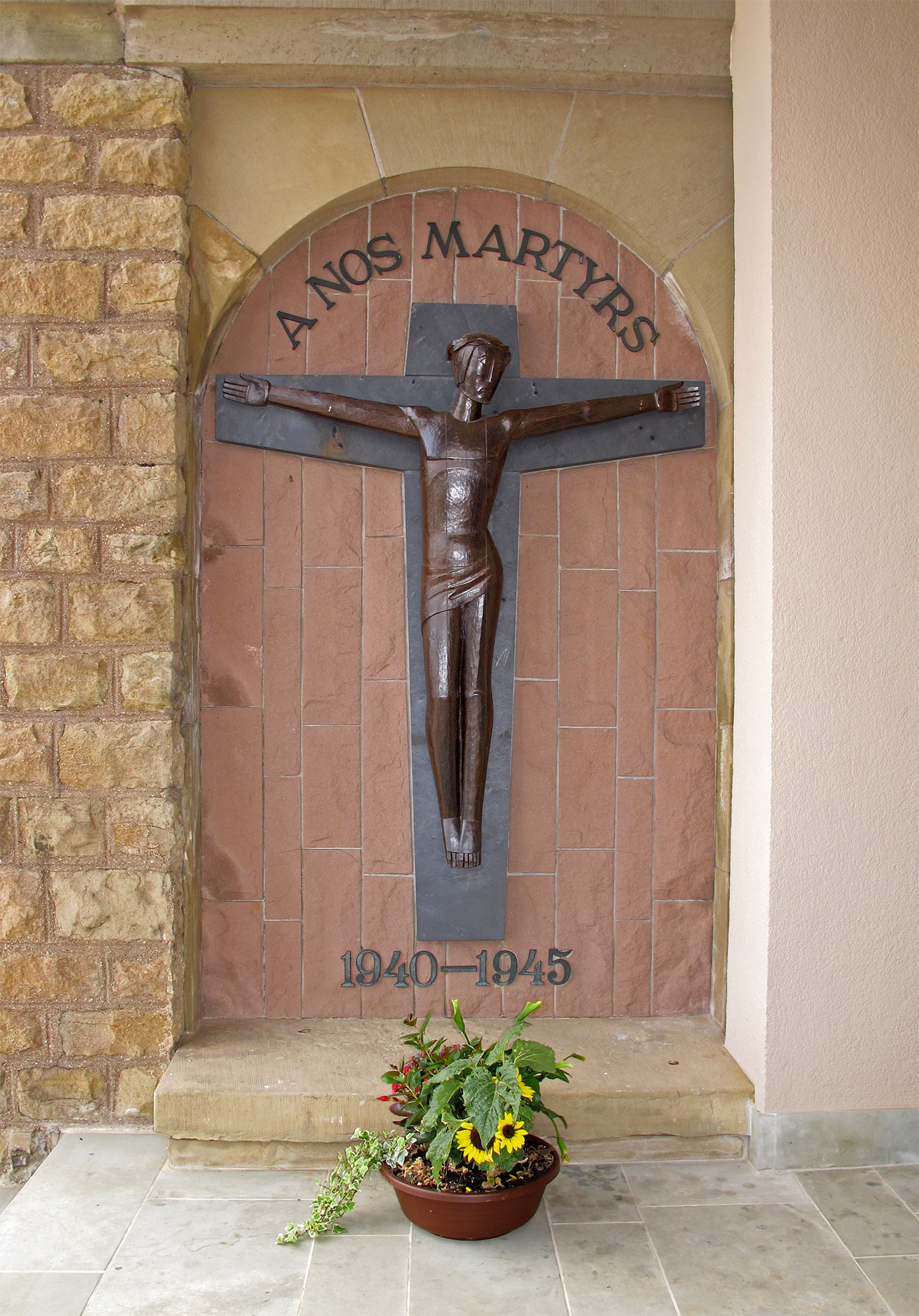
Monument aux Morts (1966), Wormeldange
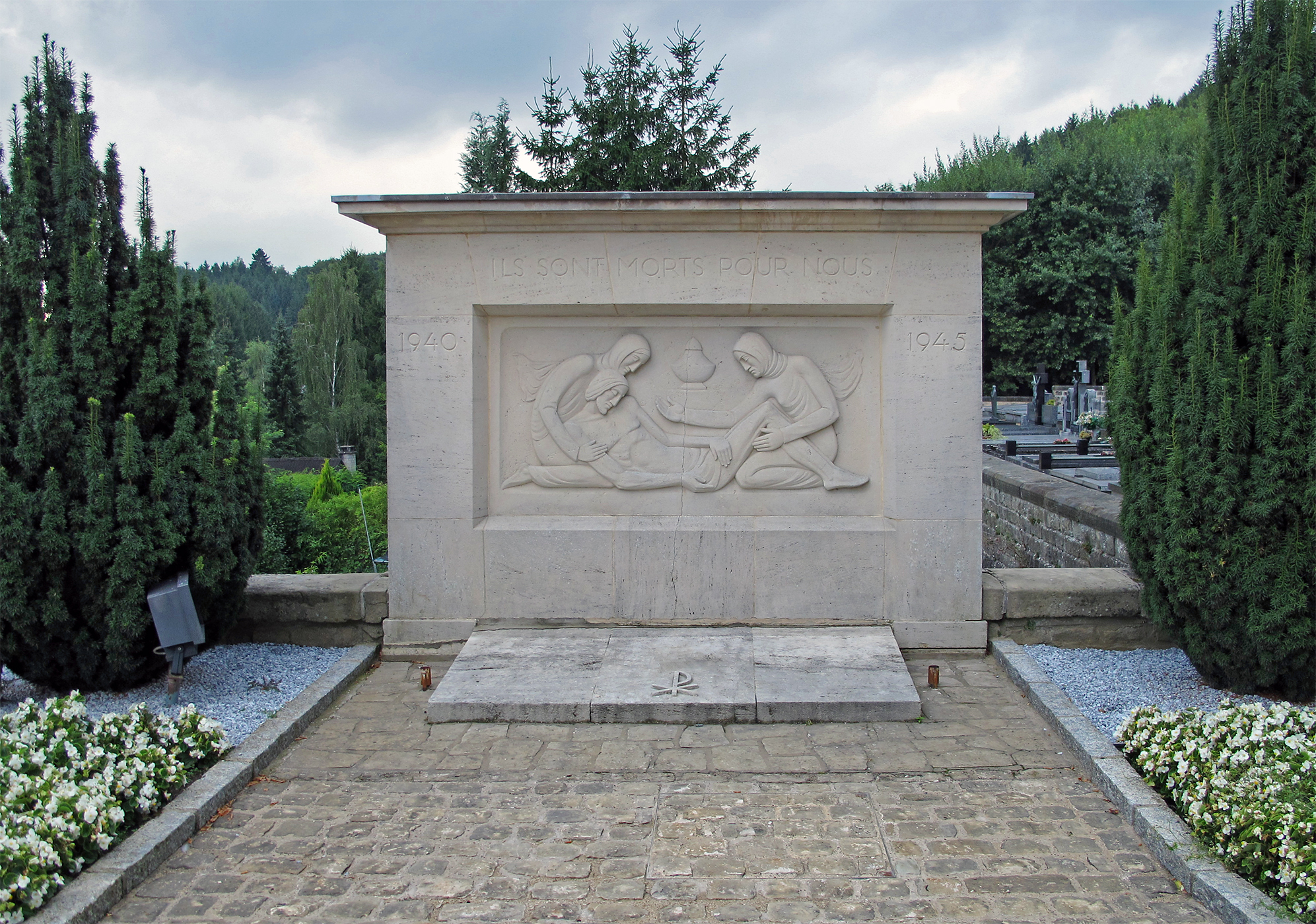
Monument aux Morts, Eischen

- Musée national d'archéologie, d'histoire et d'art: lkl004108